# Dave Winfield
Dave Winfield (Saint Paul, Minnesota, 3 de octubre de 1951) es un exbeisbolista y exbaloncestista estadounidense que jugaba en la posiciones de jardinero derecho y alero. Jugó al béisbol y al baloncesto en los torneos de la NCAA durante su paso por la Universidad de Minnesota, escogiendo luego jugar profesionalmente en la MLB. En sus 22 años de carrera conquistó una vez la Serie Mundial -en 1992, jugando para los Toronto Blue Jays-, fue 12 veces convocado al Juego de Estrellas de las Grandes Ligas de Béisbol, y ganó siete veces el Gold Glove Award y seis el Silver Slugger Award. Es miembro del Salón de la Fama del Béisbol.

## Trayectoria

### Universidad
Winfield practicó diversos deportes durante su niñez y adolescencia, pero sólo jugó de manera competitiva en su último año como estudiante en la Saint Paul Central High School, cuando integró el equipo de béisbol y el de baloncesto de la institución. 
Fue reclutado por la Universidad de Minnesota en 1969, por lo que pasó a jugar béisbol y baloncesto con los Golden Gophers en la División I de la NCAA.
Con el equipo de baloncesto protagonizó la conquista del título de la Big Ten Conference en la temporada 1971-72, como también el famoso altercado del 25 de enero de 1972 contra miembros de los Ohio State Buckeyes, luego de que sus compañeros Ron Behagen y Corky Taylor agredieran violentamente a Luke Witte.
En béisbol también tuvo una carrera exitosa durante sus años como estudiante-atleta, llevando a su equipo a la Serie Mundial Universitaria de 1973, donde -si bien no se consagraron campeones tras ser eliminados en semifinales por los USC Trojans en un partido extraordinario- Winfield fue escogido como el MVP del torneo. De hecho fue tan sobresaliente su desempeño en esos años, que en 2006 fue incluido en el Salón de la Fama del Béisbol Universitario.
Durante los veranos de 1971 y 1972 integró la plantilla de los Alaska Goldpanners of Fairbanks, un equipo de béisbol amateur al que guio las dos veces hacia la victoria en su campeonato. 

### Drafts
WInfield se presentó al Draft de la MLB de 1973, siendo escogido por los San Diego Padres en el cuarto puesto de la primera ronda. 
No obstante, su talento como baloncestista le consiguió un lugar en los drafts de la NBA y de la ABA, siendo escogido en ambos por las franquicias de los Atlanta Hawks y los Utah Stars.
Aunque no jugó al fútbol americano durante sus años universitario, aun así los Minnesota Vikings escogieron a Winfield en el Draft de la NFL de 1973 como un modo de reconocer las extraordinarias habilidades deportivas del nativo de Minnesota.
Winfield fue el segundo atleta universitario de la historia en ser seleccionado por cuatro equipos profesionales para competir en tres deportes diferentes, algo que antes que él sólo había logrado George Carter en 1967. 

### Profesionalismo
Al unirse a los San Diego Padres, la franquicia decidió no darle rodaje en sus equipos afiliados de las ligas menores (algo habitual en jugadores jóvenes) y promoverlo en su lugar directamente a la competición en las ligas mayores. 
Aunque siempre había jugado como pitcher, lo movieron al puesto de jardinero derecho, pues a sus entrenadores no le interesaba que lance sino que batee. 
En 1981 fue contratado por los New York Yankees con un contrato multimillonario. En sus cuatro primeras temporadas fue el mayor artífice de carreras impulsadas de toda la MLB.
Por asuntos relacionados con la negociación de su contrato, Winfield vivió enfrentado a George Steinbrenner, el propietario de los New York Yankees, durante toda la década de 1980. En varias ocasiones, el empresario intentó cambiarlo por otros jugadores, pero dado que Winfield era un jugador 10 y 5 no pudo hacerlo (las reglas de la MLB establecen que al sumar un jugador más de 10 años en las ligas mayores y 5 en un mismo equipo, no puede ser transferido a otra franquicia sin dar su consentimiento explícito). 
Tras perderse la temporada 1989 por una lesión, finalmente durante la siguiente temporada aceptó ser transferido a los California Angels a cambio de Mike Witt. 
En 1992 fue contratado por los Toronto Blue Jays para que le aportase su experiencia y liderazgo al equipo. Esa temporada Winfield terminaría conquistando por única vez en su carrera el título de vencedor de la Serie Mundial, ganándose la admiración y el aprecio de los aficionados.
Luego de ello, retornó a su tierra natal como jugador de los Minnesota Twins. El 16 de septiembre de 1993 conseguiría su hit número 3000.
Su última temporada como jugador profesional de béisbol transcurriría entre lesiones en las filas de los Cleveland Indians.

### Retiro
Al retirarse recibió diversos honores: fue incluido en el Salón de los Campeones de San Diego en 1998, en el Salón de la Fama de los San Diego Padres en 2000 -ceremonia que incluyó el retiro del número 31 de los dorsales del equipo-, y en el Salón de la Fama del Béisbol en 2001.
Trabajó como comentarista de béisbol en las cadenas FOX y ESPN, así como también se desempeñó como consejero de los San Diego Padres y de la Major League Baseball Players Association. En 2008 organizó un homenaje a los jugadores sobrevivientes de las Ligas Negras, mediante el cual los equipos de la MLB realizaron un draft simbólico para seleccionar a los homenajeados como miembros honorarios.
Winfield fue parte de la delegación estadounidense que acompañó al presidente Barack Obama en un viaje a Cuba en marzo de 2016, para ver jugar a los Tampa Bay Rays contra la selección de béisbol de Cuba